# VALSHE
VALSHE（1986年9月15日—）是日本的女性歌手。暱稱芭魯雪、巴魯雪、芭魯、巴魯等等。非常喜歡看名偵探柯南，藝名也是來自名偵探柯南第三部電影——名偵探柯南：世紀末的魔術師標題俄語譯名（バルシェ・ニクカッタベカ）。她在NICONICO動畫上發表自己的翻唱作品，以VOCALOID的歌曲為主，並以「兩聲類」聞名。而出於她對鏡音連的愛，她的大部分翻唱歌曲都是鏡音連的歌，她曾說過「對鏡音連不能自重」，於2011年在ニコニコ動画上發表引退宣言。所屬經紀公司為Being Inc.。

## NICONICO動畫

### 活躍時代
2009年，VALSHE以「バルシェ」的名義和畫師白皙所畫的金髮藍眼畫像示人，在NICONICO動畫上傳翻唱VOCALOID歌曲的影片，活躍於NICONICO動畫界。她與NICONICO動畫的一位翻唱歌手兼作曲家minato（即トゥライ或流星P）合作不少次，並曾一起辦一些現場活動。曾與clear、nero、5コマスベリ、雨色、てん和K太組成「生足胖次組合」。
- 2009年5月19日，VALSHE上傳了翻唱鏡音連右肩之蝶的影片，並於2010年7月7日點擊率達一百萬，成為了NICONICO動畫界的著名翻唱歌手之一。
- 2009年6月18日，VALSHE與蛇足、clear合作翻唱「IMITATION BLACK  （页面存档备份，存于）」，並於2010年4月10日點擊率達一百萬。
- 2010年3月24日，VALSHE發售第一張翻唱專輯「valuable sheaves」。
- 2010年9月23日，VALSHE發售第一張原創迷你專輯「storyteller」。
- 2011年4月27日，VALSHE發售第一張單曲「REVOLT e.p.」。
- 2012年2月22日，VALSHE發售第一張原創專輯「PLAY THE JOKER」。

### 引退
2011年5月7日，VALSHE正式宣佈從NICONICO動畫引退。今後要以「VALSHE」的名義於原創音樂的事業為重，而「バルシェ」在NICONICO動畫上投稿VOCALOID翻唱曲的活動已經結束。對於這次事件，VALSHE寫了網誌感謝一直支持她的網友，並清楚說明她引退的原因。

其後VALSHE幾乎把所有她在NICONICO動畫時代的翻唱曲全部刪除，只剩下她跟其他翻唱歌手的作品和她一些最著名的個人作品，令不少歌迷感到惋惜。

## 職業生涯
- 2010年9月23日，VALSHE發售第一張原創迷你專輯「storyteller」並正式出道。

- VALSHE的專輯「BLESSING CARD」在Oricon公信榜中排名第三十位。[10][11]

- 自VALSHE的翻唱時代起，她一直未曾露出真面目。她首次露面是在第六首單曲「Butterfly Core」。[12][13]

- 2013年11月30日，她於赤坂ACT劇場首次舉辦演唱會「LIVE THE JOKER 2013」。[14][15][16]
- 2016年 VALSHE暫停個人活動，並與minato組成雙人組合-ViCTiM [17]

## 歌曲
- VALSHE的第二首單曲「jester」為PSP遊戲官能昔話的主題曲，並為電視節目明坂聰美的「明けテレ」（日语：明坂聡美の「明けテレ」）的片尾曲。
- VALSHE的第五首單曲「BLESSING CARD」為動畫探險托里蘭托的第二首片尾曲。[18]
- VALSHE的第六首單曲「Butterfly Core」為動畫名偵探柯南的第三十七首片頭曲。[19]
- VALSHE的第九首單曲「君への噓」為動畫名偵探柯南的第四十九首片尾曲。[20]

## CD

### 單曲
|      | 發售日         | 歌名                      |
| ---- | -------------- | ------------------------- |
| 1st  | 2011年4月27日  | REVOLT e.p.               |
| 2nd  | 2011年7月27日  | JESTER                    |
| 3rd  | 2012年6月27日  | AFFLICT／Fragment         |
| 4th  | 2013年3月13日  | 4 FELIDS                  |
| 5th  | 2013年8月21日  | BLESSING CARD             |
| 6th  | 2013年11月27日 | Butterfly Core            |
| 7th  | 2014年7月16日  | TRANSFORM／merverous road |
| 8th  | 2014年9月24日  | TRIP×TRICK                |
| 9th  | 2015年2月4日   | 对你说谎                  |
| 10th | 2017年2月8日   | MONTAGE                   |
| 11th | 2018年3月21日  | 激情型カフネ/ラピスラズリ |
| 12th | 2019年5月22日  | SYM-BOLIC XXX             |
| 13th | 2019年11月20日 | 紅蓮                      |

### 專輯
|     | 發售日        | 專輯名稱        |
| --- | ------------- | --------------- |
| 1st | 2012年2月22日 | PLAY THE JOKER  |
| 2nd | 2014年2月19日 | V.D.            |
| 3rd | 2017年8月23日 | WONDERFUL CURVE |
| 4th | 2020年4月1日  | PRSENT          |
| 5th | 2025年9月10日 | GASTRONOMY      |

### 迷你專輯
|     | 發售日         | 專輯名稱                              |
| --- | -------------- | ------------------------------------- |
| 1st | 2010年9月23日  | storyteller                           |
| 2nd | 2014年9月24日  | storyteller II 〜the Age Limits〜     |
| 3rd | 2015年6月24日  | ジツロク・クモノイト                  |
| 4th | 2016年7月27日  | RIOT                                  |
| 5th | 2018年8月22日  | 今生、絢爛につき。                    |
| 6th | 2021年12月22日 | ISM                                   |
| 7th | 2023年3月1日   | SAGAS                                 |
| 8th | 2024年9月18日  | storyteller III 〜THE SCARY STORIES〜 |

### 翻唱專輯
|     | 發售日        | 專輯名稱         |
| --- | ------------- | ---------------- |
| 1st | 2010年3月24日 | valuable sheaves |

### 精選輯
|     | 發售日         | 專輯名稱                      |
| --- | -------------- | ----------------------------- |
| 1st | 2015年9月23日  | DISPLAY-Now&Best              |
| 2nd | 2020年11月25日 | UNIFY -10th Anniversary BEST- |

## 註腳

### 出處
1. ↑  .[永久]
2. ↑  .   [2014-02-22]. （原始内容存档于2022-01-24）.
3. ↑  .   [2013-12-19]. （原始内容存档于2021-11-03）.
4. ↑  . Musing.   [2015-06-14]. （原始内容存档于2022-04-06）.
5. ↑  .   [2013-12-19]. （原始内容存档于2021-03-01）.
6. ↑  .   [2014-09-15]. （原始内容存档于2020-09-05）.
7. ↑  . VALSHE.   [2011-05-07]. （原始内容存档于2011-05-12）.
8. ↑  . Dermisland.   [2012-02-04]. （原始内容存档于2018-12-12）.
9. ↑  . NICONICO動畫.   [2013-12-19]. （原始内容存档于2016-03-05）.
10. ↑  . Facebook.   [2013-10-25]. （原始内容存档于2019-02-18）.
11. ↑  . Facebook.   [2013-10-25]. （原始内容存档于2019-02-18）.
12. ↑  . Ameblo.jp.   [2013-10-25]. （原始内容存档于2013-10-22）.
13. ↑  . Crunchyroll. 2013-11-28  [2015-06-14]. （原始内容存档于2020-04-21） （英语）.
14. ↑  . OVER THE HORIZON.   [2015-06-14]. （原始内容存档于2013-12-11） （日语）.
15. ↑  . アニメ！アニメ！.   [2015-06-14]. （原始内容存档于2015-05-08） （日语）.
16. ↑  . Being. 2013-05-27  [2015-06-14]. （原始内容存档于2021-07-19） （日语）.
17. ↑  .   [2016-01-18]. （原始内容存档于2021-09-10）.
18. ↑  . Musicjapanplus.jp.   [2013-10-25]. （原始内容存档于2018-09-30）.
19. ↑  . Jp.musicjapanplus.jp. 2013-10-03  [2013-10-25]. （原始内容存档于2013-10-29）.
20. ↑  . Jp.musicjapanplus.jp. 2015-01-06  [2015-01-06]. （原始内容存档于2016-02-04）.

## 外部連結
- VALSHE官方網站 （页面存档备份，存于）
- VALSHE的X（前Twitter）
- VALSHE官方粉絲俱樂部 - OVER THE HORIZON （页面存档备份，存于）
- VALSHE官方部落格
- VALSHE廣播節目 - VALSHEのばるとく☆RADIO （页面存档备份，存于）
- VALSHE前官方網站 - VALSHE 5pb. Records（页面存档备份，存于）
- VALSHE官方Youtube頻道 （页面存档备份，存于）